# Василівка (Дубесарський район)
Василівка (рум. Vasilievca) — село в Молдові в Дубесарському районі. Населення становить 110 осіб. Розташоване по ліву сторону від річки Дністер, неподалік від шосе Тирасполь — Рибниця, що створює для села проблеми з владою невизнаної республіки Придністров'я, до складу якої село не увійшло. За адміністративним поділом Молдови село входить до складу комуни, центром якої є село Кочієри (адміністративний центр району).